# 終わりよければ全てよし

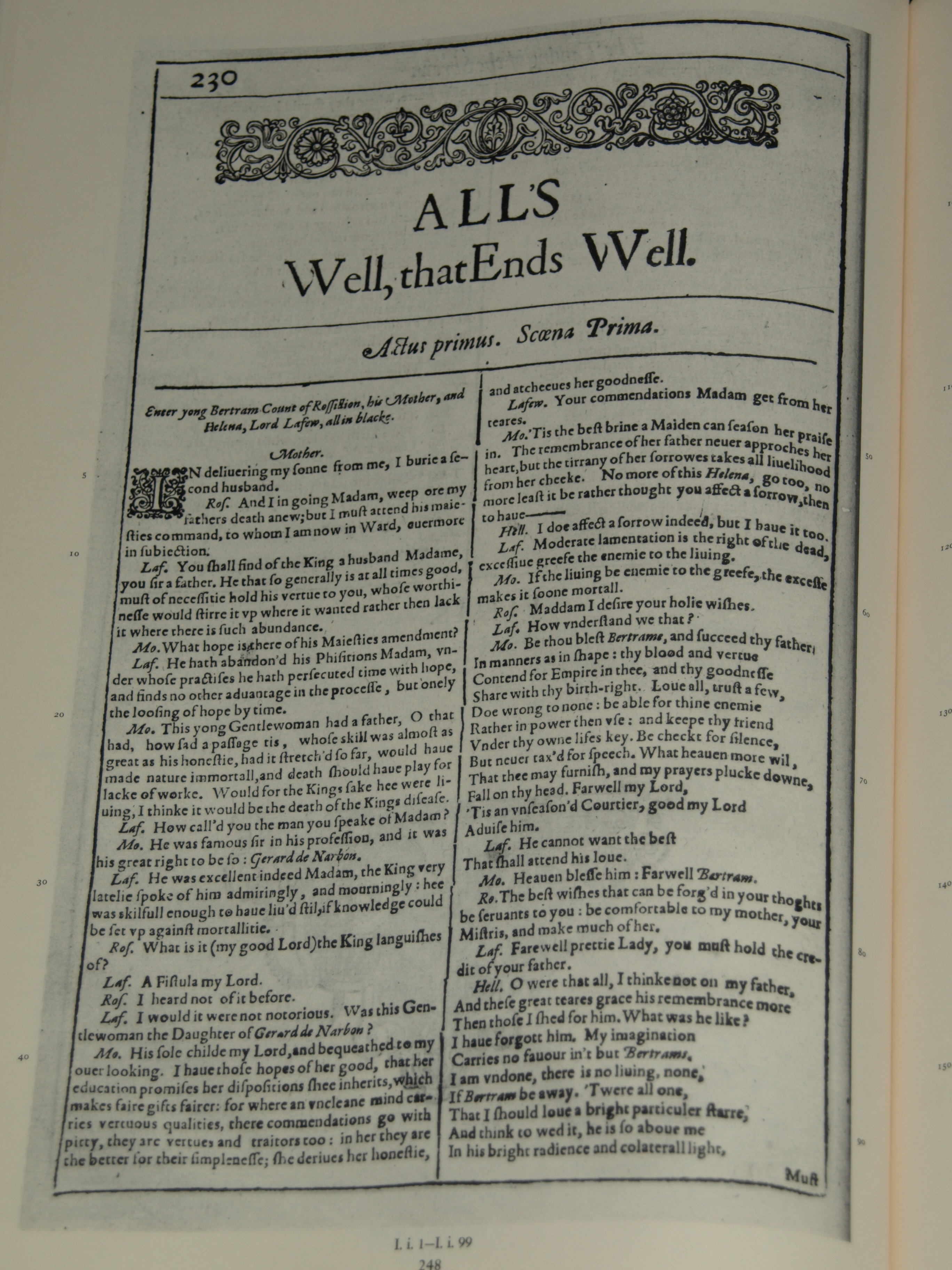
第1二折判より。

『終わりよければ全てよし』（おわりよければすべてよし、All's Well That Ends Well）とはウィリアム・シェイクスピアによる戯曲である。1603年から1604年ごろに書かれたと推測されている。当時の演劇作品でしばしば使われた「ベッド・トリック」（男が女のもとへ夜這いをしたところ、ベッドの中にいたのは別の女であったという筋立て）が効果的に用いられていることなどもあり通常は喜劇に分類されるが単なるハッピーエンドには終わらないため、『尺には尺を』『トロイラスとクレシダ』などと並んで「問題劇」と呼ばれる作品のひとつである。全体としては不自然な点も多く、シェイクスピアの作品でもとりわけ公演回数が少ない作品の一つである。

## 材源
作品の大筋はジョヴァンニ・ボッカッチョ作『デカメロン』中の挿話（第3日第9話）にもとづいているが、シェイクスピアが直接読んだのはウィリアム・ペインターによる英訳『快楽の宮殿』（"Palace of Pleasure"、1566年）であったと推定されている。

## 創作年代と書誌
この作品の初出は1623年に刊行された最初のシェイクスピア全集ファースト・フォリオであり、それ以前に単行本化されることはなかった。作品の雰囲気やスタイルに矛盾が見られることからシェイクスピア自身によって後年に改訂されたのではないかという説もあるがむしろフォリオはシェイクスピアの自筆草稿を底本にしており、その後の修正が反映されなかったための矛盾ではないかという推測が一般的である。

## 上演史
シェイクスピアの生前はおろか王政復古（1660年）以前の上演記録は残っていない。1741年のグッドマンズ・フィールド・シアター（Goodman's Fields Theatre）での公演が最古の上演記録であり、翌年にはドルリー・レーン劇場（Theatre Royal）でも上演されている。その後数十年にわたって散発的に舞台に載せられたが、いずれもペーローレスを中心に据えて喜劇性を強調した改作版であった。1794年にはフィリップ・ケンブルによって喜劇的な部分を削りセンチメンタルな方向へと転換した改作が作られた。その後1832年にはコヴェント・ガーデンのロイヤル・オペラ・ハウスでオペラ・ヴァージョンが発表されたがこれは本作のベッド・トリックなどが当時（ヴィクトリア朝時代）の美意識や道徳観にそぐわないものだったため、原形を留めないほど脚色が加えられたものである。オリジナルの形で本格的に上演されるようになったのは20世紀に入ってからのことで、1927年にバーミンガム・レパートリー劇場で上演されたさいにはローレンス・オリヴィエがペーローレスを演じた。

## 登場人物
ヘレナ（Helena）
ロシリオン伯爵夫人に保護され、バートラムに想いを寄せる孤児。
バートラム（Bertram）
ロシリオン伯爵。身分の低いヘレナとの結婚を嫌がり、執拗な求婚を退ける。
ロシリオン伯爵夫人（Countess of Rousillon）
バートラムの母親。ヘレナの心意気に打たれ、息子との結婚を許す。
リナルドー（Rinaldo）
ロシリオン伯爵夫人の執事。
ラヴァッチ（Lavache）
ロシリオン伯爵家の道化。
ペーローレス（Parolles）
バートラムの家臣。舌先三寸で世を渡ってゆこうとするが、次第に馬脚を現わす。
フランス王（King of France）
ヘレナに病気を治してもらった礼として、バートラムとの結婚許可を出す。
フローレンス公爵（The Duke of Florence）
フランス王に援軍を依頼し、前線でバートラムとともに出陣する。
ラフュー（Lafeu）
老貴族。ヘレナに同情し、バートラムを堕落させているペーローレスの化けの皮をはぐ。
2人のフランス貴族（Two French Lords）
バートラムの手紙をロシリオン伯爵夫人に届けた折りに頼まれごとを引き受ける。
キャピレット（Capilet）
フローレンスの未亡人。
ダイアナ（Diana, daughter to the Widow）
キャピレット未亡人の娘。ヘレナのベッド・トリックに手を貸す。
ヴァイオレンタ（Violenta）、マリアナ（Mariana）
キャピレット未亡人の隣人。

## あらすじ
第1幕
近頃父を亡くしてロシリオン伯爵の地位を継いだばかりのバートラムが家臣のペーローレスとともにフランス国王のもとへ伺候することになり、手柄を立てようと意気軒昂にパリへ出立する。バートラムの母であるロシリオン伯爵夫人に拾われた美しい孤児のヘレナはバートラムにひそかな想いを寄せていたが、身分の違いからそれを告げることができずにいた。おりしもフランス国王が深刻な病気に悩まされていたことからヘレナは優れた医師であった父から受け継いだ秘伝の処方箋で国王を治療し、見返りにバートラムとの結婚を許してもらおうとの目論見を立てる。この計画に感づいた執事の注進を受けてロシリオン伯爵夫人はヘレナに問い質し自分の息子に対するヘレナの強い愛情を確かめ、分不相応な望みを抱いたことに恐縮するヘレナに許しを与えたばかりか必要な費用や人手も出すなどの取り計らいを申し出る。
第2幕
知人たちがフローレンスの戦役へ赴くのを横目に、若いからという理由で出陣を許されないバートラムが気落ちしている。ヘレナがパリへ到着し、「成功したら私の選んだ男性を国王の力で私の夫にしてほしい、その代わり失敗したら報酬は死を」という条件で国王の治療にあたることとなる。治療はみごとに成功し国王は約束通り宮廷にいた若い男たちを呼び集めてヘレナに選ばせ、ヘレナはバートラムをと指名する。バートラムは貧乏医者の娘と結婚など考えられないと断固拒否したが、主君の顔を潰すのかと国王に叱責されてしぶしぶ承諾する。やむをえず結婚はしたもののどうしてもヘレナとの初夜の床をともにする気になれないバートラムは用事があるから先に帰宅しろとヘレナにいいつけて国王にも無断でその日のうちにペーローレスを連れてパリを離れ、フローレンスへ出陣する。
第3幕
ヘレナから首尾良くことが運んだという知らせを受けて喜んでいたロシリオン伯爵夫人の元へ、バートラムからの手紙が届く。絶対にヘレナとベッドを共にすることなどできないので自分は逃げると述べたその手紙を読んで、伯爵夫人は義憤に駆られる。ヘレナもそこへやってきて、「もしも私の指輪を手に入れて、私の子供を産んでみせればお前を私の妻と認めよう」との無理難題を記したバートラムからの手紙を伯爵夫人に差し出す。手紙を届けた貴族からバートラムの近況を聞き、息子がこのような不実な人間になったのはペーローレスの悪影響に違いないと確信する。落胆しきったヘレナは、自分さえいなくなればバートラムは危険な戦場から戻ってこられるだろうからと言い残して巡礼の旅に出る。ヘレナは旅先で知り合ったキャピレット未亡人の家に泊めてもらうこととなり当地でバートラムが大きな戦功を上げたこと、未亡人の娘ダイアナがバートラムから言い寄られていることなどを知る。そのころ、バートラムの手紙を伯爵夫人に届けたフランス貴族がペーローレスは口先だけの男でありバートラムが信頼するに値しない人間だと忠告し訝るバートラムに証拠を見せようと策を立てる。一方、ヘレナはダイアナとキャピレット未亡人に協力を願い出てこちらもベッド・トリックの作戦を練る。
第4幕
軍太鼓を敵に奪われるという失策を嘲弄されたペーローレスは一人で取り返しに行ってみせると出まかせをいい、引き下がれなくなってしまう。自分で服を切り裂いたり傷をつけるなどしてごまかそうかと考えているペーローレスに貴族たちが襲い掛かって目隠しをする。でたらめな外国語を話して敵に捕まったと思い込ませながら、貴族たちはペーローレスをバートラムの前へ引きずり出す。拷問にかけられるまでもなく軍事機密をまくし立てバートラムを無能呼ばわりするペーローレスの姿を見てバートラムもその正体を知り、陣中から追放する。同じ夜、バートラムに呼び出されたダイアナはヘレナの授けた作戦通りに本当に自分を愛してくれるのならばバートラムの指輪がほしい、その代わりに今夜の二人の逢瀬の記念に自分の指輪（実はヘレナの物である）をバートラムにプレゼントするという条件を出す。ダイアナと寝るためならば仕方ないと考えたバートラムはこれを承諾し、ダイアナ（とバートラムは思い込んでいるが実はヘレナ）と一夜を共にする。
第5幕
戦役も終わり、バートラムも戻ってきたロシリオンではヘレナはすでに死んだものと思われていた。過ぎたことは仕方ないと諦めた国王や伯爵夫人は、バートラムの申し出たラフューの娘との結婚に許しを出す。誓いの印として指輪を渡すよう国王が言い渡しバートラムは自分の指から指輪を外してラフューの娘に渡すが、これを見た国王はその指輪は自分がヘレナに治療の謝礼の一部として贈ったものだがなぜバートラムが持っているのかと詰問する。そこへダイアナが現われ、バートラムの指輪を示しながら自分との結婚の約束を踏みにじったバートラムを非難する。バートラムへの怒りを再燃させながら、それ以上にヘレナの指輪をダイアナが持っていることにはなおさら納得のゆかない国王にキャピレット未亡人が「指輪の本当の持ち主を紹介する」といってバートラムの子供を身ごもったヘレナを連れてくる。ヘレナはバートラムが以前書き送った手紙を示しここに書いてある通りにしましたと告げ、バートラムは負けを認めて「ヘレナをいつまでも、いつまでも愛します」と国王の前に誓う。国王は「終わりよければ全てよし」と場を締めくくる。

## 映画化、翻案など
"All's Well That Ends Well"
イギリスのテレビシリーズ「BBC Television Shakespeare」の1作（1980年）。

## 備考
あくまでヘレナが主人公であるため「純情なヒロインが想いを寄せる男性と結ばれる」というハッピーエンドの物語であると見ることもできるが、まったく別の見方もできることがこの作品の解釈を難しくしている。つまり中世の貴族が貧しい医者の娘との結婚を嫌がるのはむしろ当然であり、『ロミオとジュリエット』のように当人たちが愛し合っていても周りが反対するのならともかく国王や伯爵夫人、老貴族など分別ある人々がヘレナを支持するほうが不自然だからである。バートラムの視点に立てばはっきり嫌いだと告げている女につけまわされ、皆の前で恥を掻かされたうえに陰謀によって既成事実を作られて無理やり結婚させられるというバッドエンドになるのである。それまで描かれてきたバートラムの性格を考えても、その後2人が幸せに暮らしたという保証が作品からは得られない。批評家のあいだでもバートラムに同情的な者（サミュエル・テイラー・コールリッジなど）と批判的な者（サミュエル・ジョンソンなど）に分かれる。また荒唐無稽なストーリーと、登場人物たちの現実的で時にシニカルな性格描写の分裂も明らかである。シェイクスピアの初期の喜劇作品にはありえないこうした矛盾がこの作品には目立つので、単純に喜劇として分類しがたい作品として「問題劇」というカテゴリが案出された。

## 日本語訳
- 『末よければ総てよし　沙翁全集』坪内逍遥訳、中央公論社、1933。新版・名著普及会 1989 ほか
- 『終わりよければすべてよし』工藤昭雄訳 -『世界古典文学全集 第45巻 シェイクスピア Ⅴ』筑摩書房 1966
- 『終わりよければすべてよし』小田島雄志訳、白水社「全集」 1979、のち白水Uブックス
- 『終わりよければすべてよし』松岡和子訳、ちくま文庫「全集」、 2021